# Oeax marshalli
Oeax marshalli es una especie de escarabajo longicornio del género Oeax, subfamilia Lamiinae. Fue descrita científicamente por Breuning en 1935.
Se distribuye por Costa de Marfil, Liberia, Uganda, República Centroafricana, Sierra Leona y Togo. Posee una longitud corporal de 7-9 milímetros. El período de vuelo de esta especie ocurre en los meses de enero, abril, mayo y noviembre.
La dieta de Oeax marshalli comprende plantas y arbustos de la familia Moraceae.